# Championnat du monde de badminton par équipes mixtes 2001
Navigation
Copenhague 1999 Eindhoven 2003
La Sudirman Cup 2001 est la 7e édition de cette compétition, appelée également Championnat du monde de badminton par équipes mixtes. La compétition s'est déroulée du 28 mai au 2 juin 2001 à Séville en Espagne.
La Chine remporte l'épreuve pour la 4e fois consécutive, en battant en finale l'Indonésie sur le score de 3 à 1.

## Groupe 1

### Groupe A
| Équipe 1     | Équipe 2     | Score |
| ------------ | ------------ | ----- |
| Chine        | Suède        | 5-0   |
| Corée du Sud | Suède        | 5-0   |
| Chine        | Corée du Sud | 5-0   |

### Groupe B
| Équipe 1  | Équipe 2   | Score |
| --------- | ---------- | ----- |
| Danemark  | Angleterre | 5-0   |
| Indonésie | Angleterre | 4-1   |
| Indonésie | Danemark   | 3-2   |

### Cinquième place
| Équipe 1   | Équipe 2 | Score |
| ---------- | -------- | ----- |
| Angleterre | Suède    | 3-0   |

### Demi-finales
| Équipe 1  | Équipe 2     | Score |
| --------- | ------------ | ----- |
| Indonésie | Corée du Sud | 3-1   |
| Chine     | Danemark     | 3-2   |

### Finale
| Équipe 1 | Équipe 2  | Score |
| -------- | --------- | ----- |
| Chine    | Indonésie | 3-1   |

## Classement final
Le premier de chaque groupe est promu dans le groupe précédent lors de l'édition suivante et le dernier est relégué dans le groupe suivant.
| Rang | Nation       |
| ---- | ------------ |
| 1    | Chine        |
| 2    | Indonésie    |
| 3    | Danemark     |
|      | Corée du Sud |
| 5    | Angleterre   |
| 6    | Suède        |

| Rang | Nation         |
| ---- | -------------- |
| 7    | Thaïlande      |
| 8    | Japon          |
| 9    | Pays-Bas       |
| 10   | Allemagne      |
| 11   | Malaisie       |
| 12   | Taipei chinois |
| 13   | Ukraine        |
| 14   | Écosse         |

| Rang | Nation         |
| ---- | -------------- |
| 15   | Hong Kong      |
| 16   | Canada         |
| 17   | Inde           |
| 18   | Russie         |
| 19   | Finlande       |
| 20   | Pays de Galles |
| 21   | Autriche       |
| 22   | Norvège        |

| Rang | Nation           |
| ---- | ---------------- |
| 23   | Singapour        |
| 24   | États-Unis       |
| 25   | Nouvelle-Zélande |
| 26   | Bulgarie         |
| 27   | Pologne          |
| 28   | France           |
| 29   | Suisse           |
| 30   | Islande          |

| Rang | Nation      |
| ---- | ----------- |
| 31   | Espagne     |
| 32   | Tchéquie    |
| 33   | Biélorussie |
| 34   | Belgique    |
| 35   | Slovénie    |
| 36   | Portugal    |
| 37   | Pérou       |
| 38   | Israël      |

| Rang | Nation         |
| ---- | -------------- |
| 39   | Afrique du Sud |
| 40   | Sri Lanka      |
| 41   | Kazakhstan     |
| 42   | Slovaquie      |
| 43   | Estonie        |
| 44   | Chypre         |
| 45   | Lituanie       |
| 46   | Brésil         |

| Rang | Nation     |
| ---- | ---------- |
| 47   | Italie     |
| 48   | Luxembourg |
| 49   | Grèce      |
| 50   | Mexique    |
| 51   | Groenland  |
| 52   | Maroc      |
| 53   | Gibraltar  |